# Anaplectoides herbida
Anaplectoides herbida är en fjärilsart som beskrevs av Jacob Hübner 1803. Anaplectoides herbida ingår i släktet Anaplectoides och familjen nattflyn. Inga underarter finns listade i Catalogue of Life.